# Tiffany Keep
Tiffany Keep, née le 15 octobre 2000 à Durban, est une coureuse cycliste sud-africaine.

## Biographie
Tiffany Keep commence à concourir aux niveaux provincial et national à l'âge de 10 ans, initialement dans le VTT. Quelques années plus tard, elle se lance également dans le cyclisme sur route. De 2017 à 2019, elle est championne d'Afrique du Sud du contre-la-montre individuel sur route et du cross-country pour les juniors (moins de 19 ans), puis les espoirs (moins de 23 ans). Elle gagne également la course en ligne chez les juniors en 2018. Son succès international le plus important est survenu aux Jeux africains de 2019 avec une victoire dans la course de VTT cross-country. Durant ces Jeux, elle remporte une autre médaille d’or en contre-la-montre par équipes. À l'automne 2019, elle participe pour la première fois à des courses sur route en Europe avec l'équipe nationale, comme le Tour de l'Ardèche et le Tour de Toscane féminin-Mémorial Michela Fanini. 
La pandémie du coronavirus provoque un tournant important dans sa carrière. En 2020 et 2021, la seule course en dehors de l'Afrique du Sud où elle est au départ est le championnat du monde sur route 2021 en Belgique. En 2022 et 2023, elle participé au Cape Epic, l'une des courses par étapes de VTT les plus importantes au monde. Elle termine sixième de la course par équipe avec Hayley Preen en 2023. Elle reste active sur route avec l'équipe britannique DAS-Hutchinson-Brother. Elle remporte une étape de la Rás na mBan en Irlande en 2023 ainsi que du Cape Town Cycle Tour en Afrique du Sud en 2024. Elle est sélectionnée par la fédération sud-africaine pour participer à la course olympique sur route des Jeux olympiques de Paris en 2024, aux côtés d'Ashleigh Moolman-Pasio.

## Palmarès sur route
- 2017
  -  Championne d'Afrique du Sud du contre-la-montre juniors
  - 2e du championnat d'Afrique du Sud sur route juniors
- 2018
  -  Championne d'Afrique du Sud sur route juniors
  -  Championne d'Afrique du Sud du contre-la-montre juniors
- 2019
  -  Médaillée d'or du contre-la-montre par équipes aux Jeux africains (avec Carla Oberholzer, Maroesjka Matthee et Zanri Rossouw)[5]
  -  Championne d'Afrique du Sud du contre-la-montre espoirs
- 2021
  - 2e du championnat d'Afrique du Sud du contre-la-montre espoirs
- 2023
  - 2e étape de la Rás na mBan
  - 3e de la Rás na mBan
- 2025
  - 3e du championnat d'Afrique du Sud sur route

### Classements mondiaux
| Année                                 | 2019 | 2020 | 2021 | 2022 | 2023 | 2024 |
| ------------------------------------- | ---- | ---- | ---- | ---- | ---- | ---- |
| Classement UCI                        | 518e | 556e | 679e | 836e | 642e | 645e |
| UCI World Tour                        | nc   | nc   | nc   | nc   | nc   | 293e |
|                                       |      |      |      |      |      |      |
| Légende : nc = non classéSource : UCI |      |      |      |      |      |      |

## Palmarès en VTT
- 2019
  -  Médaillée d'or du cross-country aux Jeux africains[6]